# Сфинктер на Бузи
Сфинктерът на Бузи (колоцекален сфинктер на Бузи) е кръговиден сфинктер, разположен на границата между сляпото черво и възходящото ободно черво.